# Ruský Potok
Ruský Potok (em húngaro: Oroszpatak) é um município da Eslováquia, situado no distrito de Snina, na região de Prešov. Tem 12,88 km² de área e sua população em 2018 foi estimada em 135 habitantes.

## Demografia
| Ano:        | 1994 | 2004    | 2014    | 2024    |
| ----------- | ---- | ------- | ------- | ------- |
| Broj ljudi: | 191  | 152     | 135     | 111     |
| Razlika:    |      | -20,41% | -11,18% | -17,77% |

| Ano:               | 2023 | 2024   |
| ------------------ | ---- | ------ |
| Número de pessoas: | 113  | 111    |
| Diferença:         |      | -1,76% |